# Jacob Haack-Sørensen
Jacob Haack-Sørensen is een Deens carambolebiljarter die is gespecialiseerd in driebanden. 
Hij eindigde op het Europees kampioenschap driebanden in 2002 en op het wereldkampioenschap driebanden in 2004 op de gedeelde derde plaats. 
Hij won in 1995 met Dion Nelin het wereldkampioenschap driebanden voor landenteams en eindigde in 2000 met dezelfde teamgenoot op de gedeelde derde plaats. 